# Macromia callisto
Macromia callisto är en trollsländeart som beskrevs av Harry Hyde Laidlaw, Jr. 1922. Macromia callisto ingår i släktet Macromia och familjen skimmertrollsländor. IUCN kategoriserar arten globalt som nära hotad. Inga underarter finns listade i Catalogue of Life.